# Орден Нової Зеландії
Орден Нової Зеландії — вищий орден Нової Зеландії.

## Історія
Орден був заснований 6 лютого 1987 року.
Орденом нагороджуються на військові й цивільні заслуги перед  новозеландським монархом та народом Нової Зеландії. 
Статут заснований за прикладом британського ордену Заслуг. 
Гроссмейстером ордену є новозеландський монарх (король/королева Великої Британії). 
Дизайн ордену розробив Філіп О’Ші.
Першою нагородженою орденом була королева маорі Те Атаірангікааху.
Нагороджує знаком Ордену британський монарх за пропозицією прем’єр-міністра Нової Зеландії.

## Ступені
Орден має лише одну ступінь. 
Орден складають:
- гроссмейстер (монарх)
- кавалери ордену
- додаткове членство
- почесне членство

Кількість живих членів Ордену обмежена 20 кавалерами. 
Кавалери Ордену можуть використовувати після свого імені орденські ініціали O.N.Z.

## Опис орденського знаку
Знак Ордену являє собою золотий овальний медальйон з широкою каймою, вкритою спіралеподібним орнаментом білої емалі, області між спіралями вкриті емаллю червоного і синього кольорів. В овал у центрі медальйона вписаний гербовий щит Нової Зеландії у кольорових емалях.
Знак за допомогою кільця кріпиться до орденської стрічки. Орденська стрічка - темно-червоного кольору з білими смугами вздовж стрічки, що відстоять від краю. 